# Meloini (Coleoptera)
Tribu
Les Meloini sont une tribu d'insectes de l'ordre des coléoptères, de la famille des Meloidae, sous-famille des Meloinae.

## Taxinomie
Liste des genres
Selon ITIS (24 mars 2025) :
- Meloe Linnaeus, 1758
- Spastonyx Selander, 1954

Selon BioLib (24 mars 2025) :
- Eurymeloe Reitter, 1911
- Meloe Linnaeus, 1758 - oil-beetles
- Physomeloe Reitter, 1911
- Spastonyx Selander, 1954